# Marie Dacke
Marie Ann-Charlotte Dacke, född 12 april 1973, är professor i sinnesbiologi vid Lunds universitet. Hennes forskning fokuserar på natt- och dagaktiva navigationssystem, där hon använder dyngbaggen som modelldjur. Från år 2025 är Dacke Wallenberg Scholar. År 2022 blev hon utsedd som hedersledamot i det Kungliga Fysiografiska Sällskapet i Lund. Dacke har ett stort intresse för att sprida forskning och ny kunskap till allmänheten och deltar återkommande i panelen i programmet Studio Natur på SVT. År 2013 tilldelades hon IG Nobelpris i biologi/astronomi, tillsammans med Marcus Byrne, Emily Baird, Clark Scholtz och Eric Warrant, för sin forskning om dyngbaggars förmåga att navigera efter Vintergatan. Sedan 2018 är hon hedersprofessor vid University of the Witwatersrand i Johannesburg i Sydafrika.

## Bakgrund
Dacke gick på gymnasiet i Landskrona. Efter gymnasiet började hon vid Lunds universitet, där hon studerade biologi. Här disputerade hon 2003, under ledning av professor Dan-Eric Nilsson, med sin avhandling Celestial orientation in dim light. Hennes avhandling fokuserade på hur optiska kompasser är uppbyggda, hur de används och hur de anpassats för att fungera vid låga ljusintensiteter. Under sin tid som doktorand upptäckte Dacke ett unikt kompassorgan i spindlar, en studie som publicerades i Nature 1999. Några år senare hittade hon de första bevisen på att djur kunde använda det dunkla mönstret av polariserat månljus för orientering, en studie som också publicerades i Nature 2003. 
Efter sin avklarade doktorsexamen tillbringade hon två år som postdoktor på Centre for Visual Sciences vid Australian National University i Canberra. År 2007 återvände hon till Lunds universitet som forskare, och 2011 blev hon docent i sinnesbiologi. Hon blev professor i sinnesbiologi 2017.
Dackes forskning fokuserar på navigering och orientering hos insekter, i synnerhet orientering hos dyngbaggar. Hon är intresserad av himmelskompassen (användning av himlen för att styra navigation). Genom att utforska samspelet mellan beteende, neurobiologi och kognition försöker hon genom hennes forskning förstå hur dag- och nattaktiva kompassystem hos insekter fungerar. År 2013 fick hon, tillsammans med Marcus Byrne, Emily Baird, Clark Scholtz och Eric Warrant, Ig Nobelpriset för att ha visat att nattaktiva dyngbaggar använder Vintergatan som kompass. Denna forskning publicerades i Current Biology. År 2014 fick Dacke ett Excellent Young Researchers stipendium från Vetenskapsrådet för att fortsätta sin forskning om dyngbaggars kompassystem och vidare utforska kopplingen mellan elektrofysiologi och beteende. En del av denna forskning publicerades i Proceedings of the National Academy of Sciences (PNAS) 2015  och Current Biology 2016.
År 2018 fick Dacke medel från Europeiska forskningsrådet (European Research Council) för att utöka sitt arbete ytterligare och definiera principerna bakom multimodala navigationssystem, genom att studera hjärnaktiviteten hos dyngbaggar när de utför sitt orienteringsbeteende. En del av denna tvärvetenskapliga forskning publicerades i PNAS 2019 och iScience 2022.
Dacke har valts till ledamot i Sveriges Unga Akademi (2011), Kungliga Fysiografiska Sällskapet i Lund (2017), Royal Entomological Society of London (2018), Kungliga Vetenskapsakademien (2022) och Societas Ad Sciendum (2023). År 2024 valdes hon till Wallenberg Scholar.

## Populärvetenskap
Dacke har varit panelmedlem i det svenska TV-programmet Studio Natur (spelas på SVT Play) sedan 2010.
År 2012 utsågs Dacke till bästa vetenskapsförmedlare i Sverige i den nationella tävlingen Forskar Grand Prix.
År 2012 var Dacke en av forskarna som medverkade i en serie om forskning och forskare, producerad av Stiftelsen för Strategisk Forskning och TV4.[18]
År 2019 höll hon Royal Entomological Society's Verrallföreläsning på Natural History Museum, London, med titeln: As the crow flies, and the beetle rolls: straight-line orientation from behaviour to neurons.
Dacke har skrivit två böcker: Trädgårdsdjur – rörelsen och mångfalden som växterna älskar (Roos & Tegnér, ISBN 9789188953629), 2020 (samförfattad med Låtta Skogh) och Taggad att leva – igelkottens liv, historiska resa och hotade framtid (Roos & Tegnér, ISBN 9789189215368), 2021.